# Leny Andrade

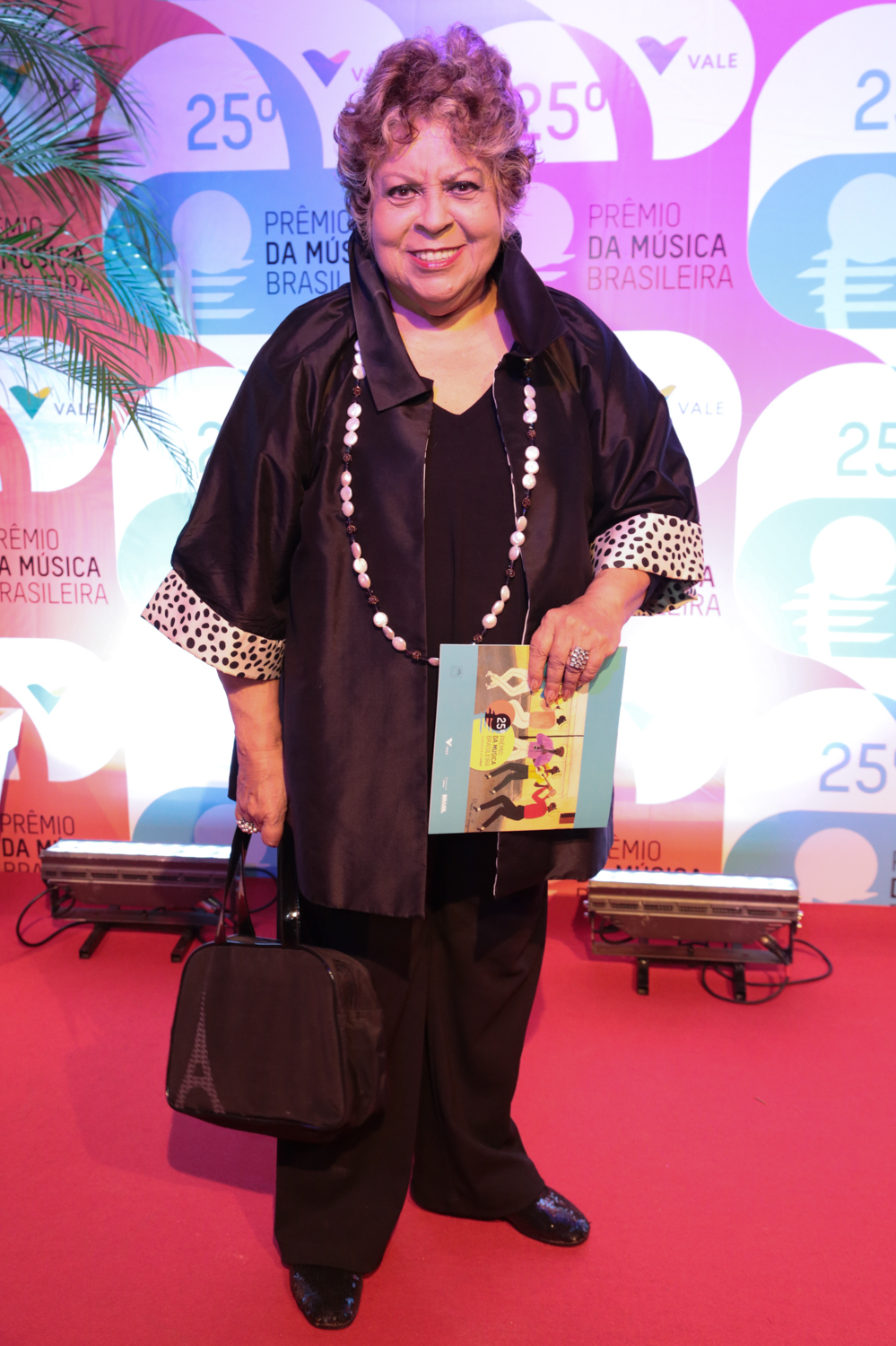
Leny Andrade (2014)

Leny Andrade (* 25. Januar 1943 in Rio de Janeiro als Leny de Andrade Lima; † 24. Juli 2023 ebenda) war eine brasilianische Jazzsängerin, die auch in der Música Popular Brasileira hervorgetreten ist. Sie hatte einige Hits in den brasilianischen Charts und errang 2007 gemeinsam mit César Camargo Mariano einen Latin Grammy Award für das Album Ao Vivo („Live“). Tony Bennett charakterisierte sie als die „Ella Fitzgerald Brasiliens“.

## Leben und Wirken
Andrade erhielt bereits als Sechsjährige klassischen Klavierunterricht. Dann gewann sie ein Stipendium und studierte Klavier am Brazilian Conservatory of Music. Mit elf Jahren begann sie, regelmäßig in Radioshows wie Clube do Guri (Rádio Tupi, Rio de Janeiro) aufzutreten. Fünfzehnjährig war sie die Sängerin des Permínio Gonçalves Orchestra. 1961 trat sie begleitet von Sérgio Mendes als Solistin auf; im selben Jahr wurde ihr erstes Album veröffentlicht. 1962 gehörte sie zum Orchester von Dick Farney. Gemeinsam mit Pery Ribeiro und den Bossa Três feierte sie 1965 Erfolge mit der Show Gemini V, die auch auf Platte veröffentlicht wurde. Im selben Jahr nahm sie mit Estamos aí von Durval Ferreira und Maurício Einhorn einen der wichtigsten Songs ihrer Karriere auf. Aus politischen Gründen – brasilianische Diktatur – lebte sie von 1966 bis 1970 in Mexiko, um dann wieder mit Pery Ribeiro aufzutreten. Erst in den 1980er Jahren startete sie ihre internationale Karriere, um 1993 in die USA zu ziehen. Dort trat sie im Hollywood Bowl und im Lincoln Center auf, bevor sie mit Romero Lubambo das für den Sharp-Preis nominierte Album Coisa fina einspielte. 1991 entstand in den Niederlanden ihr Album Embraceable You.
In den nächsten Jahren trat Andrade auch beim Umbria Jazz Festival und beim JVC Jazz Festival auf. Sie spielte mit Paquito D’Rivera, Luiz Eça, João Donato, Eumir Deodato und Francis Hime.
Sie starb am 24. Juli 2023 im Alter von 80 Jahren.

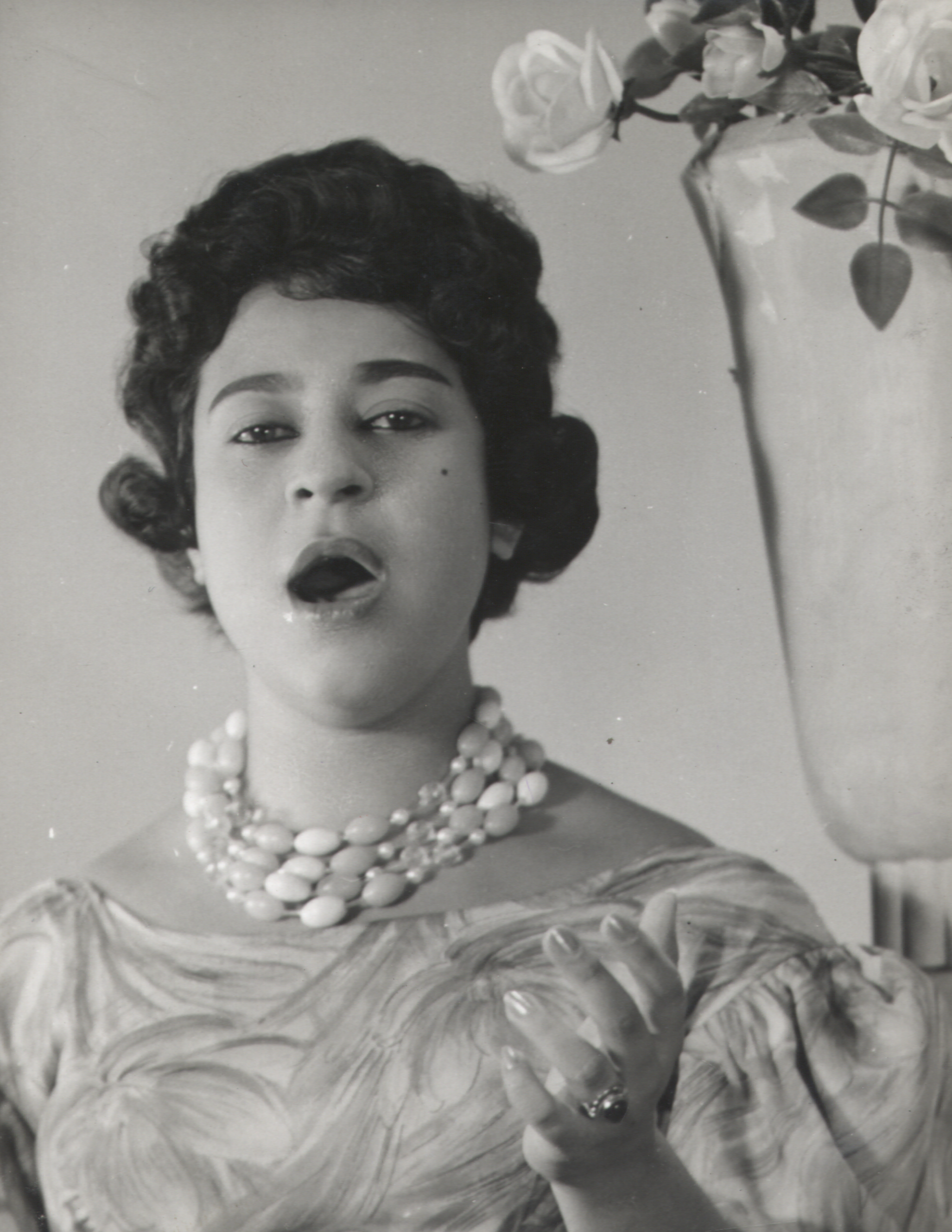
Leny Andrade (1961)

## Diskografie (Auswahl)
- A sensação (RCA Victor, 1961)
- A arte maior de Leny Andrade (Polydor, 1963)
- Gemini V – Show na boate Porão 73 (Odeon, 1965)
- Estamos aí (Odeon, 1965)
- mit Pery Ribeiro: Gemini cinco anos depois (Odeon, 1972)
- Alvoroço (Odeon, 1973)
- Expo-Som 73 (Odeon, 1973)
- Leny Andrade (Odeon, 1975)
- Registro (Columbia, 1979)
- Leny Andrade (CBS, 1979)
- Presença de Leny Andrade e Os Cariocas (CBS, 1979)
- Leny Andrade (RCA/Pointer, 1984)
- Bossa nova (Eldorado, 1991)
- Embraceable You (Timeless Records, 1991)
- Cartola (Velas, 1992)
- mit César Camargo Mariano: Nós (Velas, 1994)
- Maiden Voyage (Chesky Records, 1994)
- Coisa fina (Perfil Musical, 1994)
- Antonio Carlos Jobim, letra e música (Lumiar Discos, 1995)
- Luz negra – Nelson Cavaquinho por Leny Andrade (Velas, 1995)
- Bossas novas (Albatroz, 1998)
- Leny Andrade canta Altay Veloso (Paradox Music, 2000)
- E quero que a canção seja você (Albatroz, 2001)
- Alegria de viver. Mit Roni Ben-Hur (Motéma, 2015)
- Canta Fred Falcão: Bossa Nova (Biscoito Fino, 2018)
- mit Gilson Peranzzetta: Canções de Cartola e Nelson Cavaquinho (Fina Flor, 2018)